# Transdev (1955–2011)

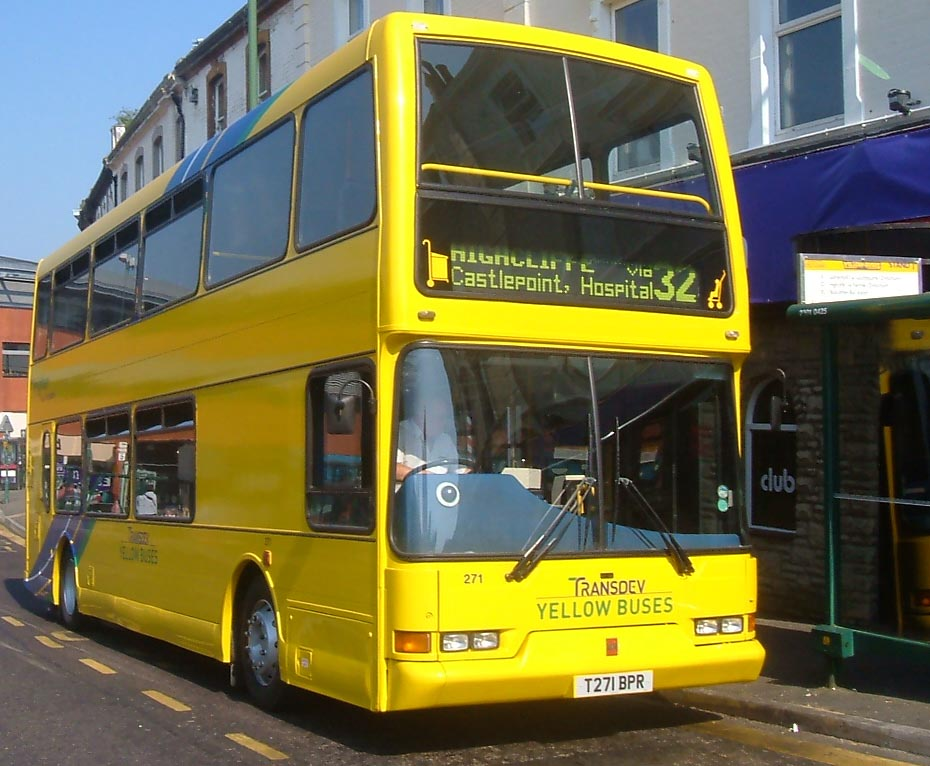
Transdev-Bus in Bournemouth

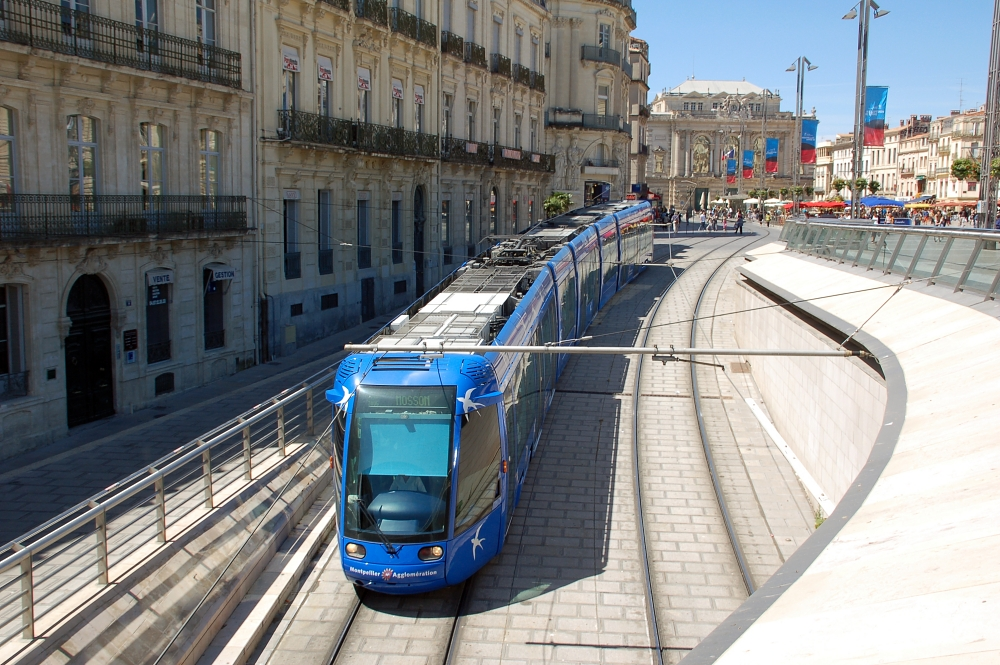
Straßenbahnzug in Montpellier

Die ehemalige Transdev war ein französisches Verkehrsunternehmen, das in verschiedenen Ländern als Betreiber von öffentlichen Verkehrsmitteln tätig war und 2011 durch Zusammenschluss mit Veolia Transport in Veolia Transdev aufgegangen ist. Veolia Transdev wurde im März 2013 wiederum in Transdev umfirmiert.

## Geschichte
Transdev war eine 1955 unter dem Namen Société centrale pour l'équipement du territoire gegründete und ab 1973 im Transportsektor tätige Tochtergesellschaft der staatlichen französischen Caisse des Dépôts et Consignations (CDC). Am 3. März 2011 hat das Unternehmen mit Veolia Transport, einem seiner engsten Konkurrenten, fusioniert und ist Teil des neuen Unternehmens Veolia Transdev geworden.
Im Zuge der Zusammenschlusskontrolle durch die EU-Wettbewerbsbehörde wurde das Ausscheiden der RATP, dem mit 25,6 % beteiligten Minderheitsaktionär von Transdev, verlangt. Um den Wettbewerb auf dem Personenverkehrsmarkt in Frankreich zu erhalten, übernahm die RATP von Transdev verschiedene Busnetze in Frankreich. Anstelle einer Auszahlung für ihren Anteil an Transdev erhielt die RATP weitere Busbetriebe in Italien, Großbritannien und der Schweiz.

## Geschäftszahlen
Transdev beschäftigte zuletzt weltweit 47.000 Menschen und erzielte einen Umsatz von rund 2,5 Milliarden Euro (2010). Das Unternehmen war in Frankreich (39 % des Umsatzes, 18.200 Beschäftigte), den Niederlanden (33 % des Umsatzes, 14.700 Beschäftigte), dem Vereinigten Königreich (11 %), Italien (6 %), Portugal (5 %) sowie in Deutschland, Australien, Kanada, Spanien und Marokko aktiv. Der Fuhrpark umfasste nach eigenen Angaben insgesamt 15.624 Omnibusse und Fähren, 542 U-Bahn-, Straßenbahn- und andere Züge sowie 4.581 weitere Fahrzeuge.

## In Deutschland
Straßenpersonenverkehr
Transdev war ab 2006 in Deutschland vertreten. Damals erfolgte die Übernahme der SZ-Verkehrsbetriebe GmbH & Co. KG in Dierdorf, einem seit 1928 im Linienverkehr tätigen Familienunternehmen. Es ist einer der größten deutschen privaten ÖSPV-Anbieter mit Tätigkeitsschwerpunkt in Rheinland-Pfalz, dem südlichen Nordrhein-Westfalen sowie Hessen. Die SZ-Verkehrsbetriebe verfügen über eine wesentliche Beteiligung an der Rhein-Mosel Verkehrsgesellschaft (RMV) Koblenz sowie eine Mehrheitsbeteiligung an der Verkehrsgesellschaft der Stadtwerke Neuwied. Das Unternehmen firmierte 2006 um in Transdev SZ und verlegte seinen Sitz zunächst nach Neuwied, dann 2010 nach Siegen. 2012 erfolgte hier eine weitere Umfirmierung zu RWS Regionalverkehr Westfalen - Süd.
Kurz vor dem Zusammenschluss mit Veolia 2011 gab das Unternehmen an, an mehreren Standorten mit rund 350 Beschäftigten Buslinien in den Bundesländern Nordrhein-Westfalen, Rheinland-Pfalz und Hessen mit einer Flotte von insgesamt etwa 350 Omnibussen zu betreiben. In Nordrhein-Westfalen wurden ausschließlich Linien im Großraum Siegen betrieben; in Rheinland-Pfalz im Raum Neuwied/Koblenz und in Hessen im Landkreis Limburg-Weilburg mit dem Schwerpunkt in Limburg und im Landkreis Lahn-Dill mit den Städten Wetzlar, Herborn, Dillenburg bis in den Landkreis Gießen.
Schienenpersonenverkehr
Außerdem hielt Transdev gemeinsam mit der RATP die EuRailCo, ein 2003 gegründetes europäisches Eisenbahnverkehrsunternehmen, das damals in Deutschland mit 75,1 % an trans regio beteiligt war.